# Herzog-Wolfgang-Gymnasium
Das staatliche Herzog-Wolfgang-Gymnasium (HWG) in Zweibrücken wurde 1559 gegründet und nach über 425-jährigem Bestehen 1988 aufgelöst. Regionale Bedeutung erlangte es im 16. und nochmals im 18. Jahrhundert als Bildungszentrum des Fürstentums Pfalz-Zweibrücken.

## Geschichte

### Landesschule in Hornbach
Ihren Ursprung verdankt die Bildungsanstalt dem humanistischen, bildungsfreundlichen Gedankengut der Reformationszeit wie dem Bedürfnis des frühneuzeitlichen Staates nach ausgebildeten Pfarrern und Beamten, die zugleich Landeskinder sein sollten. In Pfalz-Zweibrücken war seit 1533 unter Pfalzgraf Ruprecht das evangelische Bekenntnis eingeführt worden. Die städtischen Lateinschulen, etwa in Annweiler, Bergzabern, Hornbach, Kusel, Meisenheim oder Zweibrücken, bereiteten die Schüler nur unvollkommen auf die Anforderungen einer Hochschulausbildung vor. Seit 1557 plante man daher unter Pfalzgraf Wolfgang (1526–1569) nach kursächsischem und Straßburger Vorbild die Einrichtung zweier zentraler Landesschulen. 1559 wurde die erste in Hornbach für den Landesteil Pfalz-Zweibrücken, 1562 in Lauingen an der Donau eine zweite für den Landesteil Pfalz-Neuburg eröffnet. Beide nahmen die Räumlichkeiten und Einkünfte ehemaliger Klöster ein, ohne jedoch die klösterliche oder städtische Bildungstradition an diesen Orten fortzusetzen.
Die vierklassige fürstliche Landesschule in Hornbach wurde durch Erweiterung des Lehrplanes 1575
unter Pfalzgraf Johann I. zu einer schola illustris ausgebaut. Von 1575 bis 1588 bestand eine Bibliothek bei der Schule, die in der 1676 entführten „Bibliotheca Bipontina“ aufging. Als im Dreißigjährigen Krieg das Kloster Hornbach 1631 dem Bistum Speyer restituiert wurde, wurde der Schulbetrieb nach Zweibrücken verlegt und nach der Einnahme Zweibrückens durch die Kaiserlichen 1636 eingestellt.

### Gymnasium in Zweibrücken
Der Schulbetrieb wurde in Meisenheim (1640–1652) und Zweibrücken (1652–1676) notdürftig neu aufgenommen und 1676 aufgrund neuer Kriegsbedrohungen nach Meisenheim (1676–1706) verlegt. Erst 1706 kehrte die Schule unter schwedischer Herrschaft nach Zweibrücken zurück. Eine zweite Blütezeit begann 1721 mit der Berufung des Rektors Johann Philipp Crollius. Dieser warb seit 1721 für den Besuch der Schule mit der Herausgabe der jährlichen Abschlussreden, der Orationes, als Druckschriften. Die Tradition wurde im 19. und 20. Jahrhundert mit „Programmen“ und Festschriften bis 1984 fortgesetzt. Daneben begann er 1725 eine Büchersammlung bei der Schule, aus der später, vermehrt um die fürstliche Büchersammlung, eine neue „Bibliotheca Bipontina“ entstand. Von 1779 bis 1794 erschienen bei der Schule die editiones Bipontinae, wohlfeile Ausgaben lateinischer und griechischer Klassiker für den Schulgebrauch, die große Verbreitung fanden. Auf der Subskribentenliste erscheint auch Benjamin Franklin, der amerikanische Botschafter in Paris.
Die vorliegende Literatur lässt nicht erkennen, wann die Unterrichtssprache am Gymnasium jeweils wechselte. Bis 1793 könnte Latein Unterrichtssprache gewesen sein, von 1794 bis 1815 Französisch, danach Deutsch. Nach 1794 wurde die Schule als staatliche Bildungseinrichtung unter wechselnden Benennungen fortgeführt. Das traditionsreiche altsprachliche Gymnasium wurde 1953 nach seinem Gründer benannt. Im Jahr 1987 beschloss die damalige rheinland-pfälzische Landesregierung die Auflösung der Schule und das Herzog-Wolfgang-Gymnasium wurde mit dem Helmholtz-Gymnasium zusammengelegt. Die „Bibliotheca Bipontina“ wurde eine Einrichtung des Landes Rheinland-Pfalz.

## Persönlichkeiten

### Rektoren und Lehrer
- Immanuel Tremellius (1510–1580), Theologe, erster Rektor
- Jakob Schopper (1545–1616), Professor der Theologie
- Heinrich Fabricius (1547–1612), Mediziner und Dichter, Rektor
- Johann Philipp Crollius (1693–1767), Pädagoge und Historiker, Rektor
- Sigmund Jacob Haeckher (1726–1772), Lehrer für Mathematik
- Georg Christian Crollius (1728–1790), Historiker und Bibliothekar, Rektor
- Philipp Casimir Heintz (1771–1835), Geistlicher und Historiker, Professor am Gymnasium
- Heinrich Dittmar (1792–1866), Historiker, Rektor
- Carl Schubart (1820–1889), Maler und Lithograph, 1864 bis 1874 Zeichenlehrer am Gymnasium
- Jakob Reeb (1842–1917), Religionslehrer; katholischer Priester und bayerischer Landtagsabgeordneter
- Fritz Vogelgesang (1889–1973), Oberstudiendirektor von 1949 bis 1954
- Helmut Apffel (1911–2007), Philologe, Leiter der Schule von 1954 bis 1975

### Ehemalige Schüler
- Nikolaus Schlaaf, „Rede über den Trifels (1726)“[1]
- Friedrich Gerhard Wahl (1748–1826), imm. 1764, Baudirektor des Fürstentums Pfalz-Zweibrücken
- Christian Philipp Stumm (1760–1826), imm. 1776 und Johann Ferdinand Stumm (1764–1839), imm. 1777, Gründer der Gebrüder Stumm OHG
- Hans Christoph Ernst von Gagern (1766–1852), imm. 1778, Schriftsteller und Staatsmann
- Karl August von Malchus (1770–1840), imm. 1779, Staatsmann und Schriftsteller
- Christian Gottlieb Bruch (1771–1836), erster evangelischer Geistlicher in Köln
- Philipp Casimir Heintz (1771–1835), imm. 1787, Geistlicher und Historiker
- Johann Friedrich Bruch (1792–1874), imm. 1807, evangelischer Theologe, Professor für Theologie und Rektor an der Universität Straßburg
- Georg Ritter (1795–1854), imm. 1807, Verleger, Druckereibesitzer und Buchhändler
- Friedrich Aulenbach (1810–1882), Lyriker und Schriftsteller
- Ludwig Alois Molitor (1817–1890), imm. 1828, Oberlandesrichter, Komponist, Heimatkundler
- Jakob von Fitting (1831–1898), Oberlandesgerichtspräsident, geadelt, Reichsrat der Krone Bayerns
- Heinrich Hilgard oder Henry Villard (1835–1901), Journalist, Financier, Vollender der Northern Pacific Railroad der USA
- Julius Petersen (1835–1909), Reichsgerichtsrat, MdR
- Wilhelm Erb (1840–1921), Neurologe, Professor für Medizin in Heidelberg und Leipzig
- Julius von Michel (1843–1911), Augenarzt, Professor für Augenheilkunde in Erlangen, Würzburg und Berlin
- Ferdinand Riedinger (1844–1918), Chirurgie-Ordinarius in Würzburg
- Robert Kölsch (1849–1926), Sanitätsoffizier der Bayerischen Armee
- Theodor Lipps (1851–1914), Philosoph und Psychologe
- Ludwig Scharf (1864–1939), Lyriker und Übersetzer
- Eduard Koelwel (1882–1966), Maler und Schriftsteller
- Hugo Ball (1886–1927), Mitbegründer der Dada-Bewegung
- August Köhler (1835–1897), evangelischer Theologe und Hochschullehrer
- Otto Carius (1922–2015), Panzerkommandant im Zweiten Weltkrieg und Träger des Ritterkreuzes mit Eichenlaub
- Joachim Schultz-Tornau (* 1943), Landtagsabgeordneter für Bielefeld und Vorsitzender der nordrhein-westfälischen F.D.P.
- Judith Rauch (* 1956), Wissenschaftsjournalistin
- Kerstin Kimminus, frühere Eiskunstläuferin. Zusammen mit Stefan Pfrengle errang sie 1986 den Titel „Deutsche Paarlaufmeister“